# Antugnac
Antugnac en idioma francés, Antunhac en idioma occitano, es una localidad y comuna francesa, situada en el departamento del Aude en la región de Languedoc-Roussillon. Situada a 265 m  de altitud, en el valle del río Croux.
A sus habitantes se les conoce por el gentilicio Antugnacois.

## Economía
La principal actividad económica de la comuna es la producción de vino en las 150 hectáreas de viñas, especialmente el Blanquet de Limoux, con ADO.

## Demografía
| 284 | 238 | 223 | 219 | 256 | 266 |
| Para los censos de 1962 a 1999 la población legal corresponde a la población sin duplicidades (Fuente: INSEE [Consultar]) |     |     |     |     |     |